# Belette à ventre jaune
Mustela kathiah
Espèce
Statut de conservation UICN

 LC  : Préoccupation mineure
La Belette à ventre jaune (Mustela kathiah), également connue sous le nom de cataquil, est une espèce de belettes vivant en Asie. Elle fait partie de la famille des Mustelidae. Cette belette fait partie des dix-sept espèces de belettes formant le genre Mustela. Elle est classée LC (préoccupation mineure) sur la liste rouge de l'UICN.

## Description
La belette à ventre jaune mesure environ vingt-cinq centimètres. Le haut du corps est brun tandis que le bas est jaunâtre. C'est d'ailleurs de cette particularité que cette belette tire son nom.

## Répartition

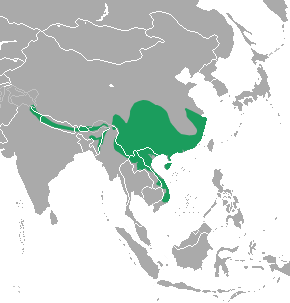
Carte de répartition de la Belette à ventre jaune.

Cette espèce se trouve dans le nord du Pakistan, au Sud-est de la Chine et dans toute l'Asie du Sud mais principalement au Bhoutan, en Inde, au Laos, au Myanmar, au Népal, en Thaïlande et au Vietnam.

## Habitat
La belette à ventre jaune vit principalement dans les forêts de pins et peut grimper très haut dans ces arbres.

## Reproduction
Le comportement de la belette à ventre jaune est similaire à celui de sa cousine l'hermine. L'accouplement a lieu vers fin mai ou début juin. Le temps de gestation est d'environ dix mois et vers fin avril début mai, la femelle donnera naissance à ses petits (de trois petits à dix-huit petits). Les petits pourront chasser seul au bout de huit semaines. Les mâles atteindront leur maturité sexuelle vers l'âge d'un an.

## Alimentation
La belette à ventre jaune est un animal carnivore. Elle se nourrit principalement de petits rongeurs tels que des rats ou des souris. Cependant, la belette à ventre jaune n'hésite pas à se nourrir d'oiseaux. Ses sens sont très développés ce qui lui permet de suivre très facilement sa proie. Son corps souple lui permet de rentrer dans le terrier de ses proies afin de les tuer.

## Liste des sous-espèces
D'après la classification officielle, l'ITIS reconnaît deux sous-espèces différentes de belette à ventre jaune :
- Mustela kathiah caporiaccoi
- Mustela kathiah kathiah

Selon BioLib (9 novembre 2017), Catalogue of Life (9 novembre 2017) et Mammal Species of the World (version 3, 2005)  (9 novembre 2017) :
- sous-espèce Mustela kathiah caporiaccoi de Beaux, 1935
- sous-espèce Mustela kathiah kathiah Hodgson, 1835